# Lee Slater Overman

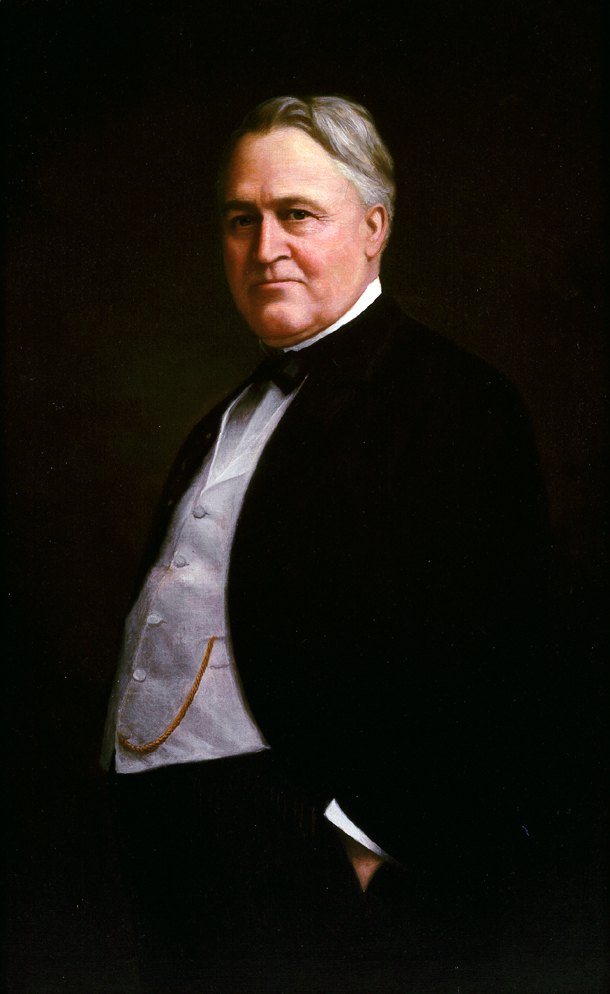
Lee Slater Overman

Lee Slater Overman (* 3. Januar 1854 in Salisbury, Rowan County, North Carolina; † 12. Dezember 1930 in Washington, D.C.) war ein US-amerikanischer Politiker der Demokratischen Partei. Er vertrat den Bundesstaat North Carolina 27 Jahre lang im US-Senat.
Lee Overman war der Schwiegersohn von US-Senator Augustus Summerfield Merrimon (1830–1892). Nach seinem Abschluss am Trinity College, der späteren Duke University, im Jahr 1874 arbeitete Overman zunächst zwei Jahre lang als Lehrer sowie zwischen 1877 und 1879 als Privatsekretär von Gouverneur Zebulon Vance. Zeitgleich studierte er die Rechtswissenschaften und wurde 1878 in die Anwaltskammer aufgenommen, woraufhin er in seiner Heimatstadt Salisbury zu praktizieren begann. Später wurde er Präsident der North Carolina Railroad Company und der Salisbury Savings Bank sowie Mitglied des Leitungsgremiums der University of North Carolina und der Duke University.
Politisch betätigte sich Overman erstmals im Jahr 1883 als Abgeordneter im Repräsentantenhaus von North Carolina. Diesem gehörte er dann noch vier weitere Male in den Jahren 1885, 1887, 1893 (als Speaker) und 1899 an. Im Jahr 1900 war er Wahlmann für North Carolina bei der Wahl zum US-Präsidenten, wobei allerdings der in Overmans Heimatstaat siegreiche Demokrat William Jennings Bryan dem Republikaner William McKinley unterlag.
1895 kandidierte Overman erstmals für den US-Senat, blieb aber erfolglos. Erst im Jahr 1903 gelang ihm der Einzug in den Kongress, dem er nach viermaliger Wiederwahl bis zu seinem Tod am 12. Dezember 1930 angehörte. Dabei war er 1914 der erste Senator aus North Carolina, der nach Inkrafttreten des 17. Verfassungszusatzes direkt vom Volk gewählt wurde; zuvor hatte dies die Staatslegislative getan. Während seiner Zeit im Senat war Overman Vorsitzender diverser Ausschüsse, unter anderem des Committee on Rules. 1918 war er Verfasser des Overman Act, einer Gesetzgebung, die US-Präsident Woodrow Wilson weitgehende Vollmachten erteilte, die Aktivitäten der Regierungsbehörden in Kriegszeiten zu koordinieren.
Im Zweiten Weltkrieg wurde das Liberty Ship SS Lee S. Overman nach ihm benannt.